# Ковальчук Володимир Михайлович (диригент)
Володи́мир Миха́йлович Ковальчу́к (* 1941) — український хоровий диригент, майстер художнього оброблення шкіри, народний майстер декоративно-прикладного мистецтва (1985).

## Життєпис
Народився 1941 року в нині неіснуючому селі Буковець Підкарпатського воєводства (ліквідоване під час акції «Вісла»).
1964 року закінчив Теребовлянське культурно-освітнє училище. Від того часу працював керівником хорових колективів у селах Чортківського та Козівського районів (Тернопільська область).
Від 1969 року — художній керівник, працював у місті Хоростків Гусятинського району.
Протягом 1974—2001 років займався диригентською діяльністю в Тернопільському художньо-виробничому комбінаті Художнього фонду України.
1995 року у Хоросткові організовує чоловічий хор духовної пісні, виконувалися твори А. Веделя, М. Вербицького, Д. Бортнянського, П. Чайковського; хор гастролював містами України.
Займається художнім обробленням шкіри — техніки плетіння та тиснення.
Від 1986 року — учасник всеукраїнських, всесоюзних та міжнародних виставок; окремі роботи зберігаються у Національному музеї Т. Шевченка, Черкаському й Тернопільському краєзнавчих музеях.
Від 2001 року — в Австралії, проживає у Сіднеї.
Чоловік майстрині Галини Ковальчук.

## Джерело
- ЕСУ [Архівовано 27 Вересня 2020 у Wayback Machine.]

| українська персоналія | Це незавершена стаття про особу, що має стосунок до України. Ви можете допомогти проєкту, виправивши або дописавши її. |